# Honda XR 500
Die Honda XR 500 ist ein Motorrad des japanischen Fahrzeugherstellers Honda. Die Enduro wurde gleichzeitig mit der Vorstellung der Honda XL 500 für den US-amerikanischen Markt gebaut. Die XR-Baureihe zeichnet sich durch Solositzbank mit Werkzeugtasche, tiefe Lampenmaske, Rundtacho mit Glas statt Plastik, einklappbare Fußbrems- und Ganghebel und mehr Leistung als die XL-Modelle aus.

## Motor
Der Einzylindermotor erzeugt aus 498 cm³ Hubraum eine Nennleistung von 36 PS. Der Kolben läuft in einem Aluminiumzylinder mit Graugussbuchse. Der Zylinder hat eine Bohrung von 89 mm Durchmesser, der Kolben einen Hub von 80 mm bei einem Verdichtungsverhältnis von 8,6:1. Vier dachförmig angeordnete Ventile, die durch gegabelte Kipphebel und eine obenliegende Nockenwelle betätigt werden, beatmen den Motor. Der Vergaser hat 34 mm Durchlass mit Chokebetätigung direkt am Vergaser. Die Motorvibrationen werden durch eine Ausgleichswelle gemindert. Die Schmierung ist als offener Kreislauf mit Nasssumpf ohne Ölfilter ausgeführt und beschert dem Motor sehr kurze Ölwechselintervalle.

## Antrieb
Das Getriebe hat fünf Gänge. Das Getriebe ist im Vergleich zur XL anders übersetzt; die ersten drei Gänge sind enger gestuft. Der Motorstart erfolgt per Kickstarter und wird durch einen automatischen Dekompressionsmechanismus erleichtert. Der Krümmer hat eine Wandungsstärke von 1 mm und ist sehr leicht, der Auspufftopf ist anders geformt, leichter und hat einen herausnehmbaren Dämpfereinsatz.

## Fahrwerk
Der hintere Bremsanker besteht aus gelochtem Aluminium. Die Federwege vorne und hinten betragen 20 mm mehr als beim XL-Modell. Die Schwinge hat keine Bohrungen für Soziusfußrasten und einen federbetätigten Kettenspanner. Die Bremse vorne hat 20 mm weniger Durchmesser und das Hinterrad hat keinen Ruckdämpfer.

## Ausstattung
Brems- und Kupplungshebel sind klappbar und leichter, eine Aufnahme für Spiegel fehlt. Die Motorkennung beginnt mit PE 01E. Es gibt keinen Leerlaufanzeigeschalter, die Lichtmaschinenspulen sind deutlich kleiner, der Rotor ist leichter.
Wie für solche Maschinen üblich fehlen unter anderem eine Batterie, Zündschloss inkl. Tourenzähler. Der rechteckige in der Frontmaske eingearbeitete Scheinwerfer (siehe unter Beleuchtung) diente nur der Zierde.

## Folgemodelle der XR-Reihe
Ab 1981 kam die Honda XR 500 R (V.I.N.-Code PE010) auf den Markt, mit dem Pro Link Federsystem.
1983 wurde die XR 500 R (V.I.N.-Code PE03) mit dem weiterentwickelten RFVC-Ventiltrieb (Radial Four Valve Combustion), Trockensumpfschmierung sowie einer Scheibenbremse vorne ausgestattet.
Als Nachfolgermodell kam ab 1985 die XR 600 mit 591 cm³ Hubraum und mehr Leistung in den Verkauf.
Ab 2000 wurde mit der Einführung der flüssigkeitsgekühlten Honda XR 650 R der Hubraum auf 650 cm³ erhöht.

## Technische Daten PE01

### Abmessungen
- Bodenfreiheit: 355 mm
- Trockengewicht: 123 kg
- Leergewicht: 142 kg

### Rahmen
- Rahmenart: Diamant-Einrohrrahmen unten offen
- Lenkkopfwinkel: 61,5 Grad
- Lenkkopflager: Axial-Rillenkugellager
- Nachlauf: 138 mm
- Vorderrad Gabel: Hydraulische Gabel
- Gabelrohr Durchmesser: 35 mm
- Federweg vorne: 224 mm
- Federweg hinten: 198 mm
- Bereifung vorne: 3.00-23
- Bereifung hinten: 4.60-18
- Schwingenlager: Gleitlager
- Kraftstofftank: 10 l / 2 l Reserve

### Motor, Vergaser
Motor
- Bauart: Luftgekühlter Viertakt-Ottomotor mit obenliegender Nockenwelle
- Zylinderanordnung: Einzylinder, 15° Neigung
- Bohrung × Hub: 89 mm × 80 mm
- Hubraum: 498 cm³
- Kompression: 8,6 : 1
- Ventiltrieb: 4 Ventile über Steuerkette und eine obenliegende Nockenwelle via zwei Kipphebel betätigt
- Ventilspiel: Einlass: 0,05 mm; Auslass: 0,10 mm (bei kaltem Motor)
- Max. Leistung: 36 bhp (36,5 PS, 26,8 kW) bei 6500/min
- Max. Drehmoment: 30 lbf·ft (4,14 kpm, 40,6 Nm) bei 5000/min
- Schmiersystem: Nasssumpf-Druckumlaufschmierung
- Ölmenge: 2,0 l (Ölwechsel 1,5 l; Totalrevision 2,0 l)

Vergaser
- Vergaser: Kolbenschiebervergaser Durchlass 34 mm
- Schwimmerhöhe: 14,5 mm
- Hauptdüse (Standardwert):155
- Leerlaufdrehzahl: 1200 ±100/min.

### Kraftübertragung
- Kupplung: Mehrscheiben-Ölbadkupplung
- Getriebe: Fünfgang
- Primäruntersetzung: 2,379 (69/29)
  - 1. Gang: 2,462 (32/13)
  - 2. Gang: 1,647 (28/17)
  - 3. Gang: 1,250 (25/20)
  - 4. Gang: 1,000 (23/23)
  - 5. Gang: 0,840 (21/25)
- Enduntersetzung: 3,429 (48/14)
- Endantrieb: Rollenkette 520er (5/8″x1/4″) mit 100 Gliedern

### Elektrische Ausstattung, Zündung
Elektrik
- Beleuchtung: Scheinwerfer (Abblend-/Fernlicht): 6 V 25/25 W; Fassung: Sockel PX15d
- Rücklicht: 6 V 3 W
- Tachobeleuchtung: 6 V 3 W
- Lichtmaschine: 6 Volt 47 W bei 5000/min.
- Ladedrehzahl: ab 1200/min
- Ladespannung: 7,0 V min. 2500/min

Zündung
- Zündanlage: Kontaktlose C.D.I.-Zündanlage (Kondensator-Entladungs-Zündung)
- Zündkerze: Normalfall: DR8ES-L (NGK); Kaltes Wetter (< 5 °C): DR7ES (NGK); Hochgeschwindigkeit (Autobahn): DR9EA (NGK)
- Elektrodenabstand Zündkerze: 0,6–0,7 mm
- Zündzeitpunkt: Anfangszündung 10 Grad vor OT bei 2250/min; Volle Vorzündung 36 Grad vor O.T. bei 3500/min